# Aldrik Heirman
Aldrik Heirman (Gent, 1966) is een Belgische landschapsarchitect en boomkweker.

## Biografie
Als oudste zoon van de kunstfotograaf Rony Heirman groeide hij op in de Belgische kunstwereld, tussen mensen als Jan Hoet, Roger Raveel, Emiel Veranneman, Octave Landuyt en Roland Jooris.
Reeds in zijn vroege kinderjaren was Aldrik Heirman bezig met natuur en tuinen, zeer vlug ontwikkelde hij een aparte visie rond landschapsarchitectuur en het kweken van planten. De natuur zelf laten beslissen alsof de mens er nooit aan te pas kwam. De natuur zorgt en reguleert dat er een tuin komt. Alles wat hij ontwerpt moet in de eerste plaats leefbaar zijn, vormgeving komt voort uit beleving.
Tijdens en na zijn studie woonde en werkte Aldrik Heirman een 3-tal jaren in Antibes Zuid-Frankrijk.
In 2005 won hij samen met architect Wim Goes de ontwerpwedstrijd voor het Museumplein SMAK en MSK te Gent. Enkele jaren later plantte hij het keukenpaviljoen, dat was ontworpen door Maarten Van Severen voor de tweelingbroers-koks Boxy’s, in een tuinlandschap.

## Realisaties
- IJzerpark Knokke duinenpark met een hedendaags labyrint van beeldend kunstenaar Jan Vercruysse
- Presidentshuis Groot Begijnhof Leuven heraanleg tuin werelderfgoed UNESCO
- Boxy's te Deurle landschappelijke tuin rond keukenpaviljoen Maarten Van Severen en villa 'Rustoord' van schilderes Jenny Montigny
- W.Churchill MP Londen tuin Belgrave Square
- Project Museumplein tussen musea S.M.A.K. en M.S.K. Gent
- Project L - Kortrijk project met architect Wim Goes
- Project B - Boulogne-Billancourt Rue Gambetta tuin in samenwerking met architect Vincent Van Duysen
- Project VDAB Sint-Niklaas BOB361 organische heuvelende tuin (competitie Vlaamse Bouwmeester)
- Project tuin nieuwe Belgische ambassade Tokio Japan (architect Noriaki Okabe)
- Project Olifantenverblijf dierentuin Planckendael

## Erkenningen
- 1999 Nominatie wedstrijd 'Bruxellensis Urbanus Hortus'
- 2005 Laureaat wedstrijd musea S.M.A.K. & M.S.K. 'Museumplein' Gent
- 2007 Award 'The Royal Academy of Arts' London project Museumplein Gent
- 2007 Nominatie renovatiewedstrijd Boekentoren Gent team Nederlandse architect Wessel De Jonge
- 2007 Laureaat ontwerpwedstrijd tuin nieuwe Belgische Ambassade Tokio Japan